# Беляев, Ириней Фёдорович
Ириней Фёдорович Беляев (1914—1943) — гвардии капитан Рабоче-крестьянской Красной Армии, участник Великой Отечественной войны, Герой Советского Союза (1991).

## Биография
Родился 23 августа 1914 года в деревне Крюково в семье крестьянина. Проживал в Алтайском крае. Окончил педагогическое училище в Бийске в 1932 году, после чего работал секретарём райкома ВЛКСМ в Прокопьевске и Киселёвске (ныне — Кемеровская область). В 1936 году был призван на службу в Рабоче-крестьянскую Красную Армию и направлен а авиационное училище. В 1939 году окончил школу военных лётчиков в Перми, после чего служил в истребительном авиаполку близ западной границы СССР.
С первого дня Великой Отечественной войны в действующей армии. 23 июня 1941 года в составе 123-го истребительного авиаполка принял участие в воздушном бою в Белорусской ССР. С июля 1941 года летал на истребителе «Як-1». Участвовал в воздушных боях во время битвы за Москву. Вскоре в звании старшего лейтенанта был назначен заместителем командира 1-й эскадрильи полка 6-го истребительного авиакорпуса противовоздушной обороны. Капитан Георгий Жидов считал его своим ближайшим помощником. В сентябре 1941 года полк был переведён в состав 7-го истребительного авиакорпуса противовоздушной обороны. Участвовал в обороне Ленинграда, прикрывал берег Ладожского озера и «Дорогу жизни». Его ведомым был будущий дважды Герой Советского Союза Александр Карпов. Вместе с ним они одержали около 50 побед в воздушных боях. К июлю 1943 года гвардии капитан И. Беляев уже был командиром авиаэскадрильи 27-го гвардейского истребительного авиаполка 7-го гвардейского истребительного авиакорпуса Ленинградской армии ПВО. К тому времени он совершил 365 боевых вылетов, принял 56 воздушных боёв, лично сбил 13 и в группе — 4 немецких самолёта (по данным наградного листа), а по данным исследований М. Ю. Быкова — 11 лично и 6 в группе.
2 июля 1943 года командир полка гвардии полковник Мажаев представил И. Беляева к званию Героя Советского Союза, 7 июля 1943 года командир корпуса полковник Н. Антонов подписал представление. 8 июля 1943 года в районе посёлка Синявино самолёт Беляева был сбит и упал на занятой немецкими войсками территории. Ведомый Беляева Карпов сбил 2 истребителя противника и, зайдя на таран третьего, сам был сбит и выпрыгнул с парашютом, приземлившись на подконтрольной советским войскам территории. Беляев был объявлен пропавшим без вести, и его представление к званию Героя было сдано в архив.
Истребитель Беляева был обнаружен в торфяном болоте лишь много лет спустя. Его останки были с почестями перезахоронены в городе Щёкино Тульской области, где проживала его семья.
После обнаружения останков вдова Беляева Александра Фёдоровна и его однополчане в течение нескольких лет писали запросы в Министерство обороны СССР, пытаясь добиться посмертного присвоения звания Героя Советского Союза погибшему лётчику. Лишь после обращения к министру обороны Дмитрию Язову результат бы достигнут. Указом Президента СССР Михаила Горбачёва от 5 мая 1991 года за «мужество и героизм, проявленные в борьбе с немецко-фашистскими захватчиками в Великой Отечественной войне 1941—1945 годов» гвардии капитан Ириней Беляев посмертно был удостоен звания Героя Советского Союза посмертно. 8 мая медаль «Золотая Звезда» за номером 11646 и орден Ленина за номером 460376 был переданы его вдове.
Также был награждён орденами Красного Знамени, Александра Невского, Отечественной войны 1-й степени, медалью. В честь Беляева названа улица в районе Красный Камень в Киселёвске.